# Anotylus insignitus
Anotylus insignitus är en skalbaggsart som först beskrevs av Johann Ludwig Christian Gravenhorst 1806.  Anotylus insignitus ingår i släktet Anotylus och familjen kortvingar. Inga underarter finns listade i Catalogue of Life.